# Allen Brothers
Los Allen Brothers fue un dúo de hillbilly y country blues, originario de Tennessee, Estados Unidos, integrado por los hermanos Austin (1901-1959) y Lee (1905-1985), y que gozó de gran popularidad en la región de los Apalaches, durante los años 1930.
Grabaron numerosos discos para el sello Columbia Records, con una música derivada de las jug bands negras de Kentucky y Tennessee, bailable y animosa. Demandaron, y ganaron en los tribunales, a su discográfica por publicar sus discos en la serie race, es decir, dirigida al público negro, como estrategia de ventas.